# Сальвадор (фільм, 1986)
Сальвадор (англ. Salvador) — американський трилер 1986 року режисера Олівера Стоуна.

## Сюжет
Американський журналіст Річард Бойл, через проблеми з алкоголем залишається без роботи, грошей і сім'ї. Він вирішує вирушити до Сальвадора, де в той час починаються антиурядові заворушення, щоб зібрати інформацію і продати її в який-небудь журнал. Бойл опиняється в полоні у партизанів, гинуть його друзі та знайомі, і його власне життя не раз опиняється в небезпеці.

## У ролях
| Актор              | Роль                                           |
| ------------------ | ---------------------------------------------- |
| Джеймс Вудс        | Річард Бойл                                    |
| Джеймс Белуші      | Доктор Рок                                     |
| Майкл Мерфі        | посол Томас Келлі                              |
| Джон Севедж        | Джон Кессіді                                   |
| Ельпідія Каррільйо | Марія                                          |
| Тоні Плана         | майор Максиміліано «Макс» Казанова             |
| Колбі Честер       | Джек Морган — аналітик державного департаменту |
| Синтія Гібб        | Кеті Мур                                       |
| Вілл Макміллан     | полковник Бентлі Гайд старший                  |
| Валері Вілдман     | Поліна Аксельрод                               |
| Хосе Карлос Руїс   | Архієпископ Ромеро                             |
| Хорхе Луке         | полковник Хуліо Фігероа                        |
| Хуан Фернандес     | лейтенант                                      |
| Сальвадор Санчес   | омбудсмен                                      |
| Росаріо Суньїга    | помічник омбудсмена                            |
| Мартін Фуентес     | Карлос                                         |
| Гері Фарр          | Пітер                                          |
| Жиль Мілінейр      | французький репортер                           |
| Рамон Менендес     | Гомес                                          |
| Джон До            | Роберто                                        |